# Stenotrema spinosum
Stenotrema spinosum är en snäckart som först beskrevs av I. Lea 1830.  Stenotrema spinosum ingår i släktet Stenotrema och familjen Polygyridae. Inga underarter finns listade i Catalogue of Life.